# I'm Me
I'm Me is een nummer van de Amerikaanse rapper Lil Wayne. Het nummer werd uitgebracht op 24 december 2007 door het platenlabel Cash Money/Universal Motown en behaalde de 97e positie in de Billboard Hot 100.